# Matt Reid
Matt Reid (ur. 17 lipca 1990 w Sydney) – australijski tenisista.

## Kariera tenisowa
W gronie juniorów został finalistą gry podwójnej chłopców wspólnie z Bernardem Tomiciem podczas Wimbledonu 2008.
Zawodowym tenisistą został w 2007 roku. Wygrał 1 turniej o randze ATP Challenger Tour. W drabince głównej rozgrywek wielkoszlemowych zadebiutował podczas Australian Open 2013, przechodząc najpierw przez eliminacje. W 1. rundzie turnieju głównego przegrał z Radkiem Štěpánkiem.
W lipcu 2017 osiągnął finał debla rozgrywek ATP World Tour w Newport razem z Johnem-Patrickiem Smithem.
W rankingu gry pojedynczej najwyżej był na 183. miejscu (3 lutego 2014), a w klasyfikacji gry podwójnej na 60. pozycji (11 września 2017).

### Finały w turniejach ATP World Tour
| Legenda                                      |
| -------------------------------------------- |
| Wielki Szlem                                 |
| Igrzyska olimpijskie                         |
| Tennis Masters Cup / ATP Finals              |
| ATP Masters Series / ATP Tour Masters 1000   |
| ATP International Series Gold / ATP Tour 500 |
| ATP International Series / ATP Tour 250      |

#### Gra podwójna (0–1)
| Końcowy wynik | Nr | Data          | Turniej | Nawierzchnia | Partner            | Przeciwnicy                     | Wynik finału   |
| ------------- | -- | ------------- | ------- | ------------ | ------------------ | ------------------------------- | -------------- |
| Finalista     | 1. | 23 lipca 2017 | Newport | Trawiasta    | John-Patrick Smith | Aisam-ul-Haq Qureshi Rajeev Ram | 4:6, 6:4, 7–10 |